# Равлик (журнал)
«Равлик» — україномовний щомісячний журнал для розвитку та розваг дітей віком від 2,5 до 6 років.

## Опис
Окрім розважальної мети, журнал навчає дітей писати, основам математики, англійської мови, має інструкції з виготовлення картин із незвичних матеріалів.
Розділи журналу: твори, англійська сторінка, математичні ігри, іграшки, творча майстерня, пізнавальні сторінки, замальовки, лабіринти, головоломки, шнурівки, розвивальні ігри та завдання.
Індекс видання 86655.
- Головний редактор видання: Наталя Лозицька
- Дизайнер-ілюстратор: Станіслава Ламзакі